# Annick Lipman
Annick Lipman (født 13. marts 1989 i Zwolle, Nederlandene) er en kvindelig hollandsk håndboldspiller som spiller for Byåsen HE og Hollands kvindehåndboldlandshold.